# Open onderwijs
Open onderwijs (Engels: Open Education) is een verzamelnaam voor educatieve organisaties die er naar streven om toetredingsbarrières te elimineren. Dergelijke instellingen hebben bijvoorbeeld geen academische toelatingseisen.
Voorbeelden zijn de Open Universiteit in Groot-Brittannië en de Athabasca University in Canada. Dergelijke programma's zijn meestal afstandsonderwijsprogramma's zoals e-learning, MOOC of OpenCourseWare.
Hoewel veel e-learning programma's gratis zijn, kunnen de kosten van het verwerven van een certificaat een barrière zijn. Veel open onderwijsinstellingen bieden gratis certificeringsregelingen geaccrediteerd door organisaties als de UKAS in het Verenigd Koninkrijk en anab in de VS waar anderen, zoals Khan Academy, een badge bieden.

## Geschiedenis
Een vroeg voorbeeld van het principe van open onderwijs is het OpenCourseWare-programma, dat in 2002 werd opgericht door het Massachusetts Institute of Technology (MIT), dat werd gevolgd door meer dan 200 universiteiten en organisaties. Net als bij de Berlin Declaration on Open Access to Knowledge in the Sciences and Humanities van de Open Access-beweging zijn de doelstellingen en intenties van Open onderwijs gespecificeerd in de Cape Town Open Education Declaration. MOOC is een recentere vorm van de ontwikkeling in online cursussen sinds de herfst van 2011 dat een vervolg kreeg met de niet certificerende programma's edX, MITx, Harvardx, Coursera en Udacity.